# Голцер, Даниэл
Даниэл Голцер (чеш. Daniel Holzer; родился 18 августа 1995 года, Острава, Чехия) — чешский футболист, полузащитник клуба «Словацко».

## Клубная карьера
Голцер — воспитанник клуба «Баник» из своего родного города. В 2012 году в матче против столичной «Виктории» он дебютировал в Гамбринус лиге. 22 сентября 2013 года в поединке против «Слована» Даниэл забил свой первый гол за «Баник». Летом 2016 года Голцер перешёл в пражскую «Спарту» за 10 миллионов крон. 7 августа в матче против «Теплице» он дебютировал за новую команду. 20 ноября в поединке против «Карвины» Голцер забил свой первый гол за «Спарту».

## Международная карьера
В 2017 году в составе молодёжной сборной Чехии Голцер принял участие в молодёжном чемпионата Европы в Польше. На турнире он сыграл в матчах против команд Италии и Дании.